# Оингеранг, Эдвард
Эдвард Оингеранг (англ. Edward Oingerang, род. 7 декабря 1991, Асан (Гуам), Гуам) — гуамский шоссейный велогонщик.

## Карьера
Эдвард Оингеранг родился в деревне Асан на Гуаме в 1991 году.
В середине сентября 2022 года выступил на чемпионате мира в индивидуальной гонке, став первым представителем Гуама среди мужчин на чемпионате мира. По её итогам занял предпоследнее 47-е место, уступив чуть больше 11,5 минут её победителю Тобиасу Фоссу.
Далее в середине декабря 2022 года отправился домой где одновременно с однодневной гонкой Тур Гуама проходил первый Тихоокеанский кубок состоявший из групповой (проводилась в рамках Тура Гуама) и индивидуальной гонки, а также чемпионата Гуама. По итогам двух проведённых гонок он стал 9-м на Туре Гуама и бронзовым призёром Чемпионата Гуама в групповой гонке, серебряным призёром Чемпионата Гуама в индивидуальной гонке и бронзовым призёром в индивидуальной гонке Тихоокеанского кубка.
В январе 2023 года в составе команды EuroCyclingTrips Pro Cycling выступил на гонках Океанского тура UCI в Новой Зеландии — Грэвел энд Тар и Нью Зиланд Сайкл Классик.
Помимо велоспорта выступает на местных соревнованиях по триатлону.

## Достижения
2022
2-й на Чемпионат Гуама — индивидуальная гонка
 Тихоокеанский кубок — индивидуальная гонка
3-й на Чемпионат Гуама — групповая гонка
9-й на Тур Гуама